# Pepparkaka

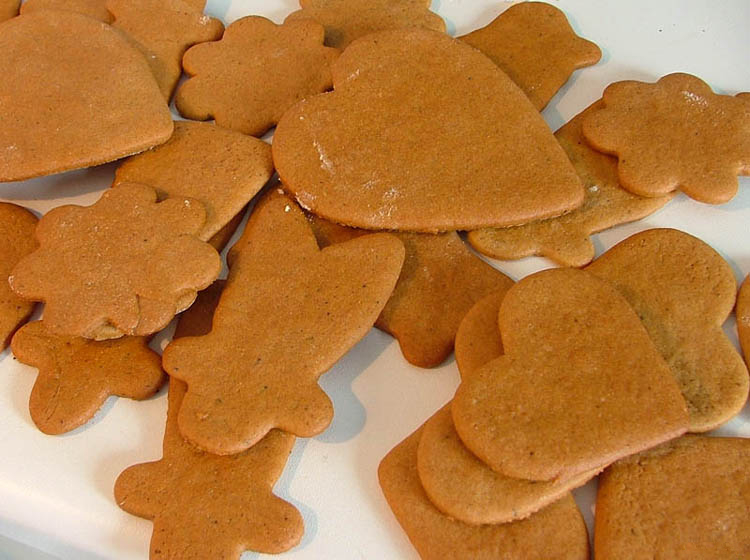
Nybakade pepparkakor.

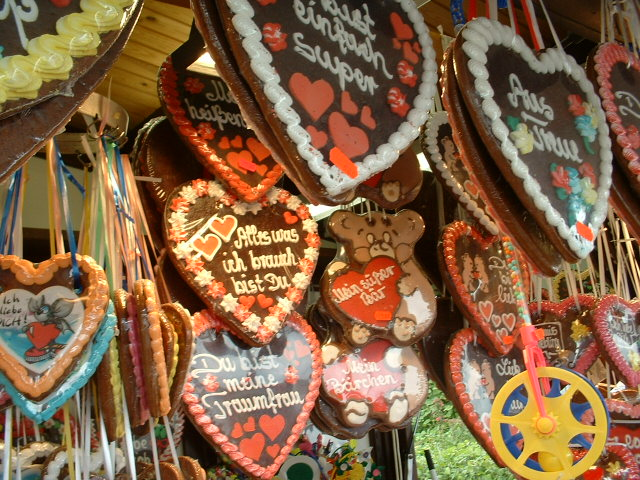
Pepparkakshjärtan dekorerade med kristyr i Tyskland.

En pepparkaka är en småkaka som smaksätts med kanel, kardemumma, ingefära och kryddnejlikor. Pepparkakor äts året om, men brukar i modern tid ofta förknippas med advent, lucia och jul.
I handeln säljs pepparkaksdeg och färdigbakade pepparkakor.

## Etymologi
Uppgifterna om hur pepparkakan fick sitt namn är tvetydiga. En teori är att pepparkakor ursprungligen innehöll peppar, medan en annan är att pepparn blev ingrediens senare och att alla exotiska kryddor på den tiden kallades peppar.
Enligt en myt blir man snäll av att äta pepparkakor. Hur myten uppkom är oklart. Pepparkakor var uppskattade i Norden, inte minst av kungligheter. Unionskungen Hans sägs ha ordinerats pepparkakor mot sitt dåliga humör av sin doktor. Det förekommer även andra teorier. En är att pottaska, som förr användes som hävningsmedel vid pepparkaksbak, även bidrog till att mildra magbesvär efter förtäring av julmat och att personerna därmed blev snällare.

## Tillredning, utförande och servering

Pepparkaksbak med kavel och pepparkaksformar.

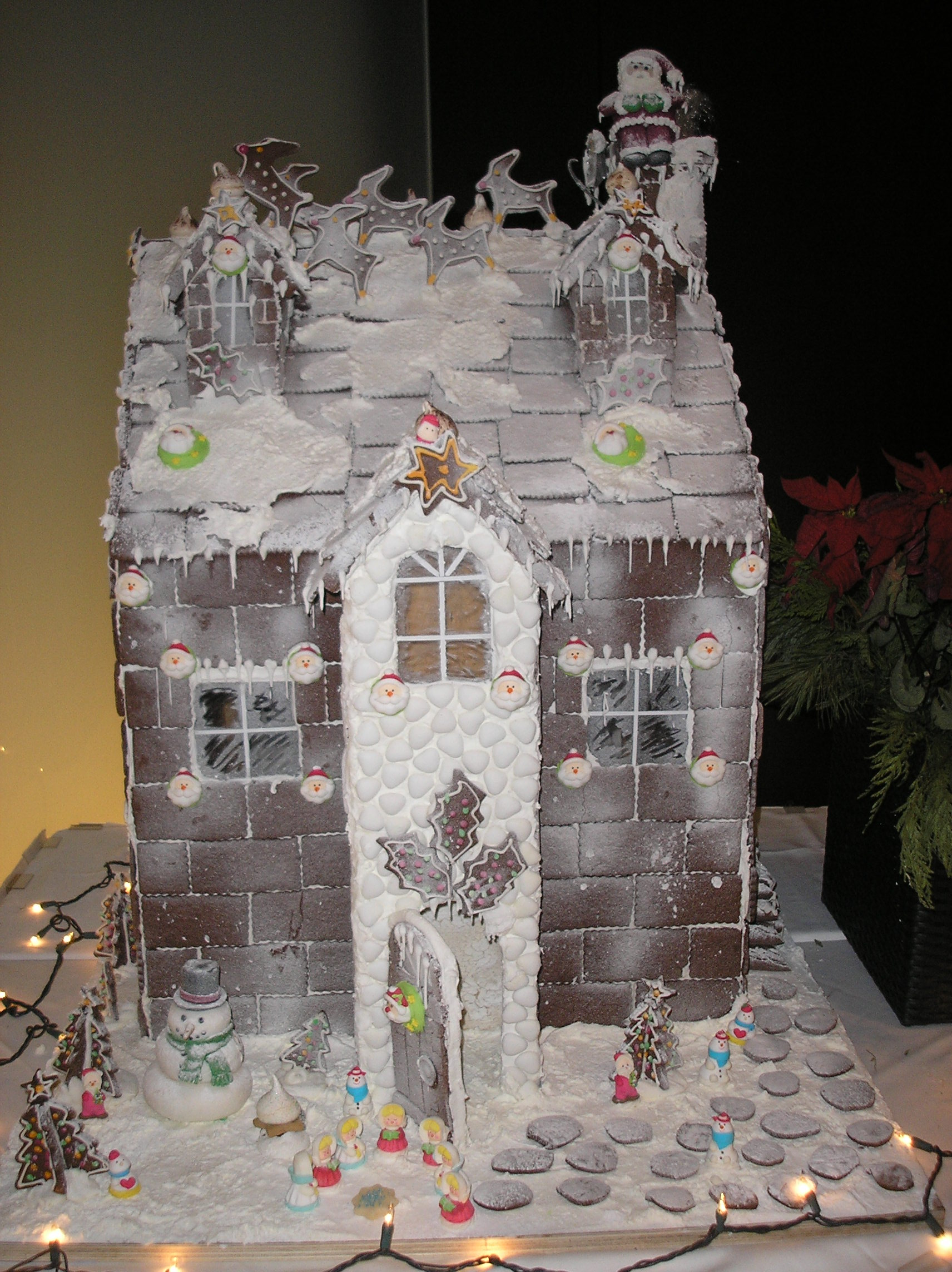
Pepparkakshus.

Vissa ingredienser kokas upp och blandas därefter med bland annat vetemjöl till en deg som eventuellt får stå svalt innan den formas och gräddas i ugn. Till glutenfria pepparkakor kan vetemjöl ersättas med fint glutenfritt mjöl. Viktiga kryddor i pepparkakor är ingefära, kanel och ofta kryddnejlikor. Som jäsningsmedel brukar bikarbonat användas och som sötningsmedel sirap och strösocker.
Hårda, tunna och spröda pepparkakor är vanligast. Degen kavlas ut och formas med hjälp av pepparkaksformar. Klassiska julpepparkakor är formade som hjärtan, grisar, stjärnor, julbockar, julgranar, "gubbar" och "gummor". Grisen är en gammal fruktbarhetssymbol och pepparkaksgubben har fått sin egen plats i populärkulturen. Numera finns även många alternativa pepparkaksformar att köpa. Pepparkakorna kan dekoreras med kristyr. De hårda pepparkakorna serveras ofta naturella till varm eller kall dryck. Till glögg kan pepparkakor serveras med grönmögelost.
Det förekommer även mjuka pepparkakor som är större, så kallade smörgås-, lunch- eller skånepepparkakor. Dessa serveras ibland till filmjölk, alternativt med smör och ost eller honung till kaffe eller te.

### Pepparkakshus
Till julen kan man även baka pepparkakshus för dekoration, små husmodeller med väggar och tak av pepparkaka. För pepparkakshuset är pepparkaksdegen ofta tjockare, för att den skall hålla bättre. Pepparkakshusen pyntas vanligen med kristyr, bestående av florsocker, äggvita och ättiksprit.
På flera platser anordnas officiella tävlingar i pepparkaksbygge.

## Historia

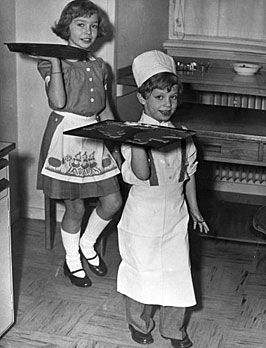
Dåvarande kronprins Carl Gustaf och prinsessan Christina bakar pepparkakor på slottet 1952.

Pepparkakans tidiga historia är osäker eftersom det finns få säkra belägg. Pepparkakan kan ha anor från Mesopotamien år 1700 f.Kr. Det förekommer även uppgifter om att romerska krigare bar med sig pepparkakor som proviant i fält eftersom de höll länge utan att mögla.
Pepparkakor var vanliga i Tyskland och England. Nürnberg i Tyskland tillverkade många pepparkakor under medeltiden och har blivit något av ett centrum för pepparkakor. En teori är att pepparkakan kom till Sverige från Tyskland. I Tyskland tillverkades pepparkaksformar i trä på 1300-talet. Motiven kunde föreställa personer, vapensköldar eller ha religiösa anknytningar.
På 1400-talet användes peppar som ingrediens i pepparkakor, vilket man kan läsa på noteringar från Vadstena kloster. Pepparkaksrecepten innehöll även ingredienser som kardemumma, anis, fänkål, cederolja, muskot, pomeransskal och syltad citron. Under medeltiden sötades pepparkakorna med honung istället för socker och sirap, samt penslades med vatten före gräddningen för att se aptitliga ut. Pepparkakorna bakades ofta av nunnor, och såldes året om som medicin i klosterapotek. Kakorna ansågs ha en lugnande effekt och lindra matsmältningsbesvär.
På 1500-talet importerades fortfarande pepparkakor till Sverige. Det sägs att Gustav Vasa skrev till Germund Svensson om ett skepp som förliste vid södra Öland och blev helt sönderslaget så att dess last med bland annat pepparkakor blev fördärvad.
Pepparkaksrecept återfanns i svenska kokböcker först på 1700-talet och i samband med det blev pepparkaksbak i hemmen allt vanligare. Under 1800-talet blev pepparkakan förknippad med julen. Vid 1800-talets slut tillverkades även avvikande pepparkaksvarianter, såsom vita pepparkakor dekorerade med karamellfärg. Peppar eller kryddpeppar förekom i pepparkaksrecepten in på 1900-talet.
Sverige exporterar pepparkakor med olika smaksättningar till bland annat USA.

### Pepparkakans dag
Den 9 december är sedan 1996 eller 2006 pepparkakans dag. Den instiftades av AB Annas Pepparkakor.